# Casteldelci
Casteldelci là một đô thị ở tỉnh Pesaro và Urbino trong vùng Marche, nằm cách 110 km về phía tây của Ancona và khoảng 60 km về phía tây của Pesaro. Tại thời điểm ngày 31 tháng 12 năm 2004, đô thị này có dân số 500 và diện tích là 49,1 km².
Đô thị Casteldelci có các frazioni (các đơn vị trực thuộc, chủ yếu là các làng) giardiniera, monte, mercato, schigno, senatello, poggio ancisa, và fragheto.
Casteldelci giáp các đô thị sau: Badia Tedalda, Pennabilli, Sant'Agata Feltria, Sestino, Verghereto.